# Adraku
Adraku est un village de 126 habitants de la Commune d'Avinurme du Comté de Viru-Est en Estonie. 